# (400201) 2007 AL13
(400201) 2007 AL13 es un asteroide perteneciente al cinturón de asteroides, descubierto el 9 de enero de 2007 por el equipo del Mount Lemmon Survey desde el Observatorio del Monte Lemmon, Arizona, Estados Unidos.

## Designación y nombre
Designado provisionalmente como 2007 AL13.

## Características orbitales
2007 AL13 está situado a una distancia media del Sol de 2,961 ua, pudiendo alejarse hasta 3,174 ua y acercarse hasta 2,749 ua. Su excentricidad es 0,071 y la inclinación orbital 10,82 grados. Emplea 1861,84 días en completar una órbita alrededor del Sol.

## Características físicas
La magnitud absoluta de 2007 AL13 es 16,6.